# Viên Tâm Nguyệt
Viên Tâm Nguyệt sinh ngày 21 tháng 12 năm 1996 tại Trùng Khánh, Trung Quốc, là một vận động viên bóng chuyền. Cô chơi ở vị trí phụ công và là thành viên của Đội tuyển bóng chuyền nữ quốc gia Trung Quốc. Cô hiện đang chơi cho câu lạc bộ Quân đội.
Cô cùng với đội tuyển quốc gia giành ngôi á quân thế giới năm 2014.Năm 2015, cùng đội tuyển lên ngôi vô địch World Cup bóng chuyền và giành thêm huy chương vàng Thế vận hội mùa hè 2016.

## Giải thưởng

### Đội tuyển quốc gia
- Giải vô địch bóng chuyền nữ U18 2011:  - bạc
- Giải vô địch bóng chuyền nữ trẻ Châu Á 2012:  - bạc
- Đại hội thể thao Đông Á 2013:  - huy chương vàng
- Giải vô địch bóng chuyền nữ U18 2013: - vàng
- Giải vô địch Thế giới 2014:  - bạc
- Giải vô địch Châu Á 2015:  - vàng
- World Cup bóng chuyền 2015:  - vàng
- Thế vận hội mùa hè 2016 - bóng chuyền:  - vàng